# Galeria Nacional de Dinamarca
La Galeria Nacional de Dinamarca (en danès: Statens Museum for Kunst, també coneguda com "SMK", literalment Museu Estatal d'Art) és la galeria nacional danesa, situada al centre de Copenhaguen.
El museu recull, registra, manté, investiga i gestiona art danès i estranger que data del segle XIV fins a l'actualitat.

## Col·leccions
Les col·leccions del museu es componen de prop de 9.000 pintures i escultures, aproximadament 240.000 obres d'art sobre paper, així com més de 2.600 figures de guix de l'Antiguitat, l'Edat mitjana i el Renaixement. La majoria dels objectes antics provenen de la col·lecció reial danesa. S'espera que aproximadament 40.000 peces de les col·leccions estiguin consultables en línia el 2020.

### Art europeu (1300–1800)
La mostra d'art europeu del 1300 al 1800 és una col·lecció completa d'art durant el període de 500 anys, que inclou obres de Mantegna, Cranach, Ticià, Rubens i Rembrandt. L'art s'estén en tretze sales, i és la col·lecció d'art més antiga de Dinamarca, amb un èmfasi particular en peces daneses, holandeses, flamenques, italianes, franceses, espanyoles i alemanyes.

### Art danès i nòrdic (1750–1900)
L'art danès i nòrdic del 1750 al1900 recull l'art escandinau des dels inicis de la pintura danesa passant per l'"Edat d'Or" fins al naixement de l'art modern. Mostra més de 400 obres en 24 galeries. Compta amb treballs d'Abildgaard, Eckersberg, Købke, Ring i Hammershøi.

### Art francès (1900–1930)
La Galeria va obtenir la seva col·lecció d'art modern francès el 1928, en una donació del desaparegut col·leccionista Johannes Rump. Aquesta col·lecció inclou algunes de les peces més famoses del museu d'artistes com Matisse, Picasso, Derain i Braque. La col·lecció va ser oferta per primera vegada a la Galeria per Rump el 1923, però va ser rebutjada pel director Karl Madsen, ja que no creia que fos d'una qualitat prou alta.

### Art danès i internacional després de 1900
Situada a l'ampliació del museu de 1993, aquesta col·lecció dels segles XX i XXI se centra principalment en els exemples més importants de l'art modern danès. Un llarg passadís de pintures que dona al parc Østre Anlæg funciona com una visió cronològica de l'obra d'aquest període, mentre que les galeries més petites se centren en artistes o moviments específics.

### La Col·lecció Reial d'Art Gràfic
La Col·lecció Reial d'Art Gràfic conté més de 240.000 obres: gravats al coure, dibuixos, aiguaforts, aquarel·les, obres litogràfiques i altres tipus d'art sobre paper, des del segle XV fins a l'actualitat. Els inicis d'aquesta col·lecció daten de l'època de Cristià II. En el seu diari de 1521, el pintor alemany Albrecht Dürer diu que ha donat al rei "les millors peces del seu treball".
L'any 1843 es van exposar al públic les diferents obres, que fins aquell moment constituïen la col·lecció privada del rei. Després es van traslladar a la Galeria Nacional quan es va completar el primer edifici el 1896.
Tot i que hi ha un gran nombre d'obres estrangeres, l'art danès constitueix la part principal de la col·lecció. Aquesta col·lecció està oberta al públic a la Sala d'Impressió, l'accés a la qual s'ha de reservar abans de l'arribada.

### La Col·lecció Reial de Motlles

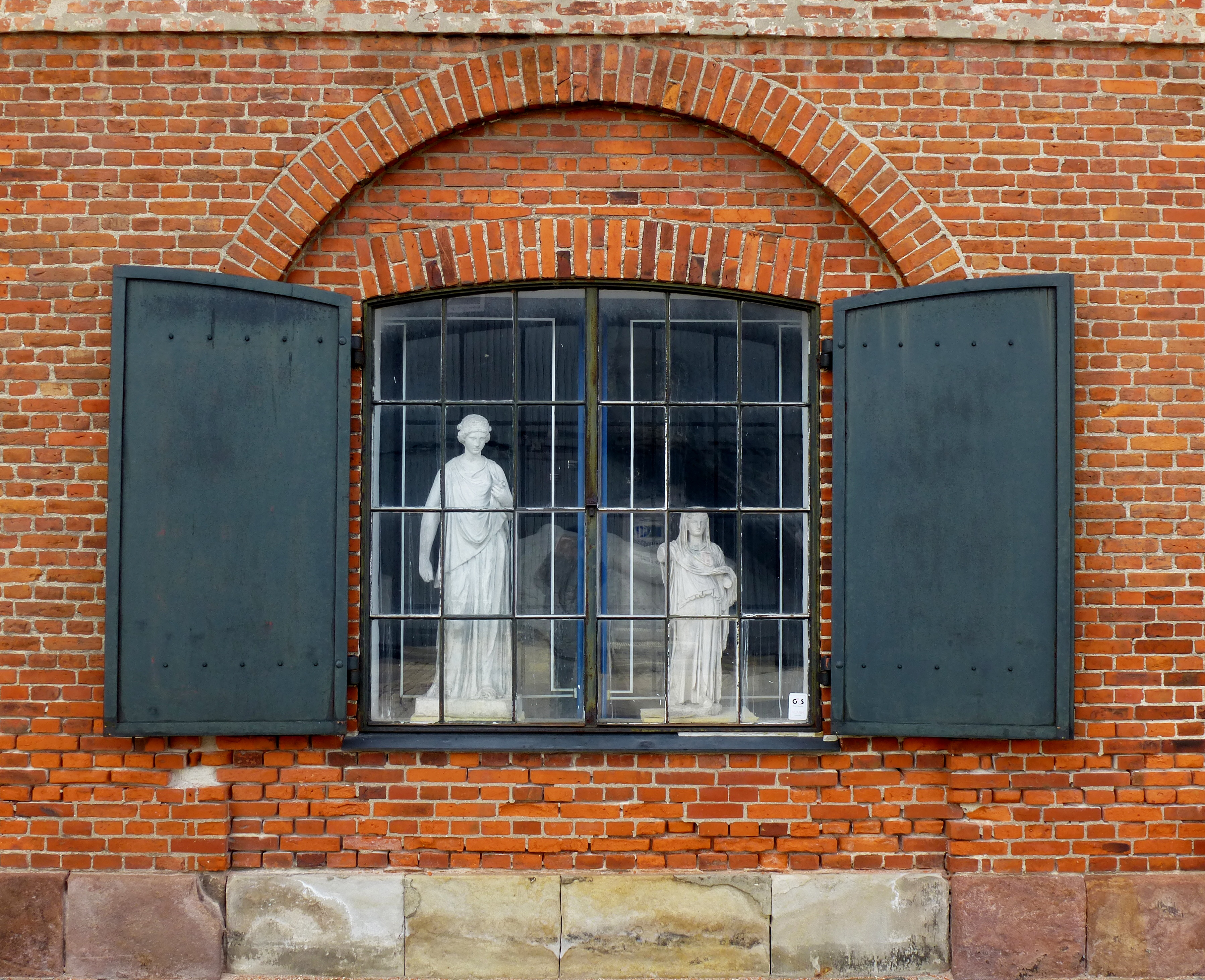
Una finestra al magatzem de les Índies Occidentals

La Col·lecció Reial de Motlles està ubicada al magatzem de les Índies Occidentals, Toldbodgade 40, entre La Sireneta i Nyhavn a Copenhaguen.
Consta de més de 2.000 motlles de guix nus d'estàtues i relleus de col·leccions, museus, temples, esglésies i llocs públics de tot el món, des de l'antiguitat fins al Renaixement. La Col·lecció Reial de Motlles només està oberta per a esdeveniments especials. Es va exposar per primera vegada l'any 1895 amb la intenció de mostrar als visitants la progressió de les representacions de la forma humana al llarg del temps paral·lelament a la creixent consciència social, política i estètica al món occidental.
A l'inici de la Segona Guerra Mundial, l'art de l'antiguitat va passar de moda, associat a una tradició artística arcaica. El 1966, a mesura que l'art abstracte es va fer més popular, la Col·lecció Reial de Motlles va ser traslladada a un graner fora de Copenhaguen per a l'emmagatzematge i només va reviure el 1984 quan es va traslladar al Magatzem de les Índies Occidentals.

## Arquitectura
L'edifici original del museu va ser dissenyat per Vilhelm Dahlerup i G.E.W. Møller i construït entre 1889 i 1896 en un estil historicista del Renaixement italià.
Cap a la part posterior del museu hi ha una gran extensió moderna dissenyada pels arquitectes Anna Maria Indrio i Mads Møller de l'estudi C. F. Møller. L'ampliació es va construir l'any 1998 per allotjar l'extensa col·lecció d'art modern. Els dos edificis estan connectats pel "Carrer de les Escultures", una passarel·la amb panells de vidre i un teatre que s'estén per tota la longitud del museu i dona al parc Østre Anlæg. En aquest espai es fan xerrades, concerts i instal·lacions.